# Mã đề
Mã đề hay mã đề lớn, mã đề trồng, bông mã đề (danh pháp hai phần: Plantago major) là một loài thực vật thuộc họ Mã đề (Plantaginaceae). Đây là loài bản địa của châu Âu, Bắc Á và Trung Á. 

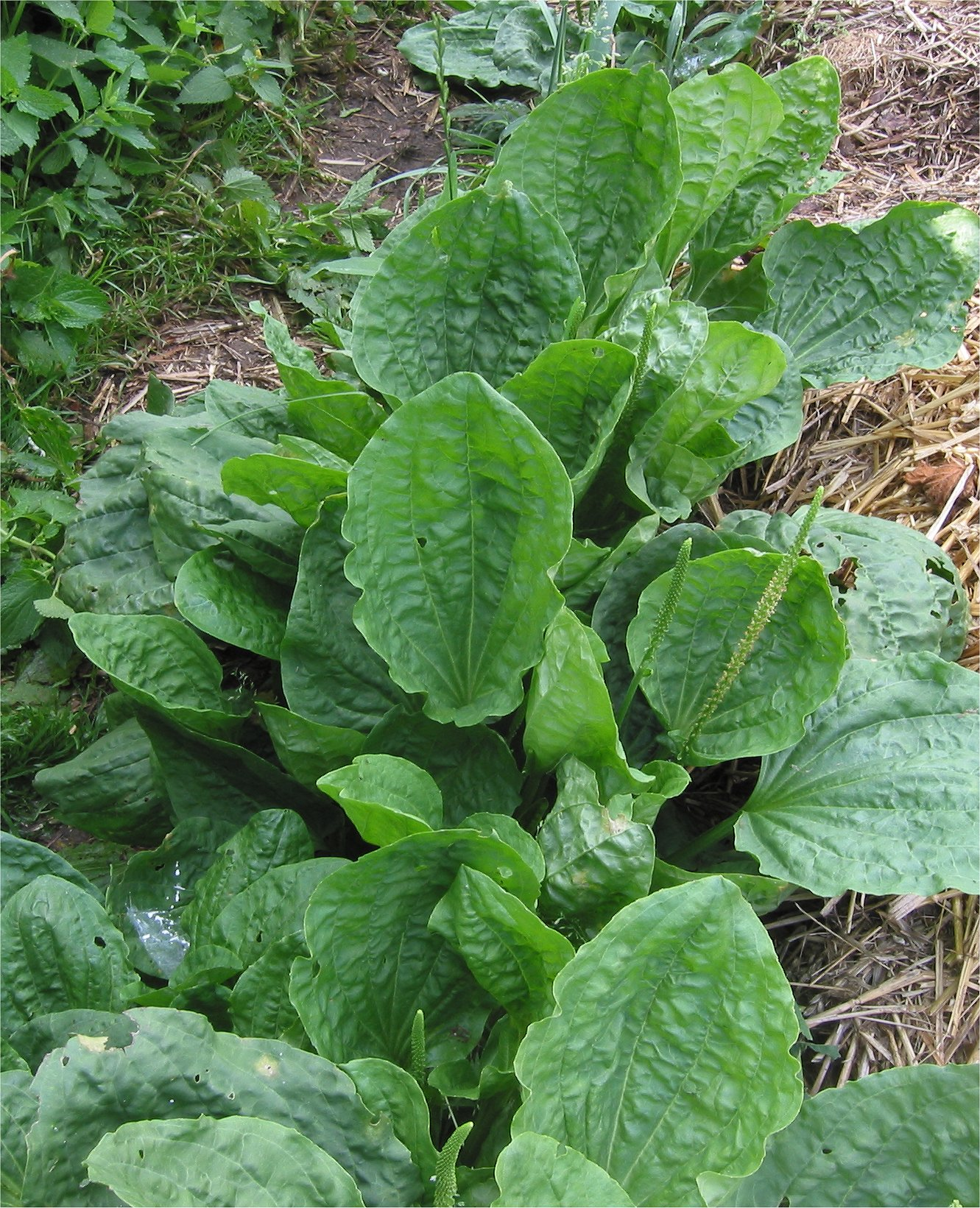
Một giống cây mã đề

Cây mã đề được trồng và mọc ở khắp Việt Nam. Loài này được dùng làm thuốc chữa suyễn, lợi tiểu, lọc máu.

## Mô tả cây Bông Mã Đề
Lá mọc so le, hình bầu dục hay hình trứng ngược, có cuống dài, dài 3 – 4 cm, rộng 1–2 cm, mép có răng cưa, phiến lá dày, láng ở mặt trên, mặt dưới xanh nhạt hơn mặt trên, vò có mùi thơm.
- Mã đề có tên khoa học là Plantago major L., Họ Mã đề – Plantaginaceae, còn có tên gọi khác là Xa tiền. Cây mọc hoang và được trồng ở nhiều nơi trên khắp nước ta.
- Cây Mã Đề là loại cây cỏ, sống lâu năm, thân ngắn. Lá mọc ở gốc bài trí hình hoa thị, có cuống dài và rộng. Phiến lá hình thìa hay hình trứng, có gân dọc theo sống lá.
- Hoa mọc thành bông có cán dài, hướng thẳng đứng. Hoa mã đề lưỡng tính, 4 lá đài xếp theo & dính nhau ở gốc.
- Quả mã đề là quả hộp, trong chứa nhiều hạt màu nâu đen bóng. Mỗi quả có 8 – 13 hạt.

## Thành phần hóa học
Trong cây mac đề có chất glucosid và aucubin hay rinantin. Lá có chất nhầy, chất đắng, caroten, sinh tố C, K, T, acid citric. Trong hạt có nhiều chất nhầy, acid plantenolic, adenin và cholin.

## Phân loại mã đề
Mã đề hiện nay có có 4 loại:
1. Bông mã đề
2. Mã đề Á
3. Mã đề kim
4. Mã đề nước

Có cây mã đề  và mã đề á cùng họ mã đề còn mã đề kim thuộc họ khoai lang, mã đề nước thuộc họ lá sắn

## Tác dụng Bông Mã Đề
- Tác dụng: Phát tán phong nhiệt, giải uất.
- Công dụng: Chủ trị: ngoại cảm phong nhiệt phát sốt, hơi rét, nhức đầu, khát nước, tức ngực, khó chịu.

Công dụng nổi bật nhất của mã đề là thông tiểu tiện nên dân gian thường dùng loại cỏ này nấu nước uống để có tác dụng lợi tiểu, giải độc cơ thể.
Tuy nhiên, ít người biết rằng mã đề còn được sử dụng chữa rất nhiều loại bệnh về thận nói riêng và đường tiết niệu nói chung.
Theo Đông y, mã đề vị ngọt, tính lạnh, tác dụng mát máu, khử nhiệt, ngưng cháy máu cam, tiểu tắc nghẽn, làm sáng mắt, thông mồ hôi, làm sạch phong nhiệt tại gan, phổi, chữa chứng thấp nhiệt ở bàng quang, lợi tiểu tiện mà không chạy khí, khiến cường âm tích tinh.
Nhiều nghiên cứu cho thấy rằng cây mã đề đặc biệt là phần lá có tác dụng lợi tiểu, tăng thải trừ urê, acid uric và muối trong thận. Do đó, dùng mã đề làm thuốc rất có lợi cho thận và đường tiết niệu.
Nhiều nghiên cứu cho thấy rằng cây mã đề đặc biệt là phần lá có tác dụng lợi tiểu, tăng thải trừ urê, acid uric và muối trong thận. Do đó, dùng mã đề làm thuốc rất có lợi cho thận và đường tiết niệu.
Loài này có ba phân loài:

## Bài thuốc với Bông Mã Đề
1. Làm lợi tiểu: 10g hạt mã đề, 2g cam thảo, 600ml nước, sắc còn 200ml chia 3 lần uống trong ngày.
2. Chữa viêm cầu thận cấp tính: 16g mã đề, 20g thạch cao làm thuốc, 12g ma hoàng, 12g bạch truật, 12g đại táo, 8g mộc thông, 6g gừng, 6g cam thảo, 6g quế chi. Sắc uống mỗi ngày 1 thang.
3. Chữa viêm cầu thận mãn tính: 16g mã đề, 12g hoàng bá, 12g hoàng liên, 12g phục linh, 12g rễ cỏ tranh, 8g trư linh, 8g mộc thông, 8g hoạt thạch, 8g bán hạ chế. Sắc uống mỗi ngày 1 thang.
4. Chữa đi tiểu ra máu: 12g lá mã đề, 12g ích mẫu, giã nát, vắt nước cốt uống.
5. Chữa sỏi đường tiết niệu: 20g mã đề, 30g kim tiền thảo, 20g rễ cỏ tranh. Sắc uống ngày 1 thang hoặc hãm uống như chè nhiều lần trong ngày.
6. Chữa viêm bàng quang cấp tính: 16g mã đề, 12g hoàng bá, 12g hoàng liên, 12g phục linh, 12g rễ cỏ tranh, 8g trư linh, 8g mộc thông, 8g hoạt thạch, 8g bán hạ chế. Sắc uống ngày 1 thang.

- Plantago major subsp. major.
- Plantago major subsp. intermedia (DC.) Arcang.
- Plantago major subsp. winteri (Wirtg.) W.Ludw.

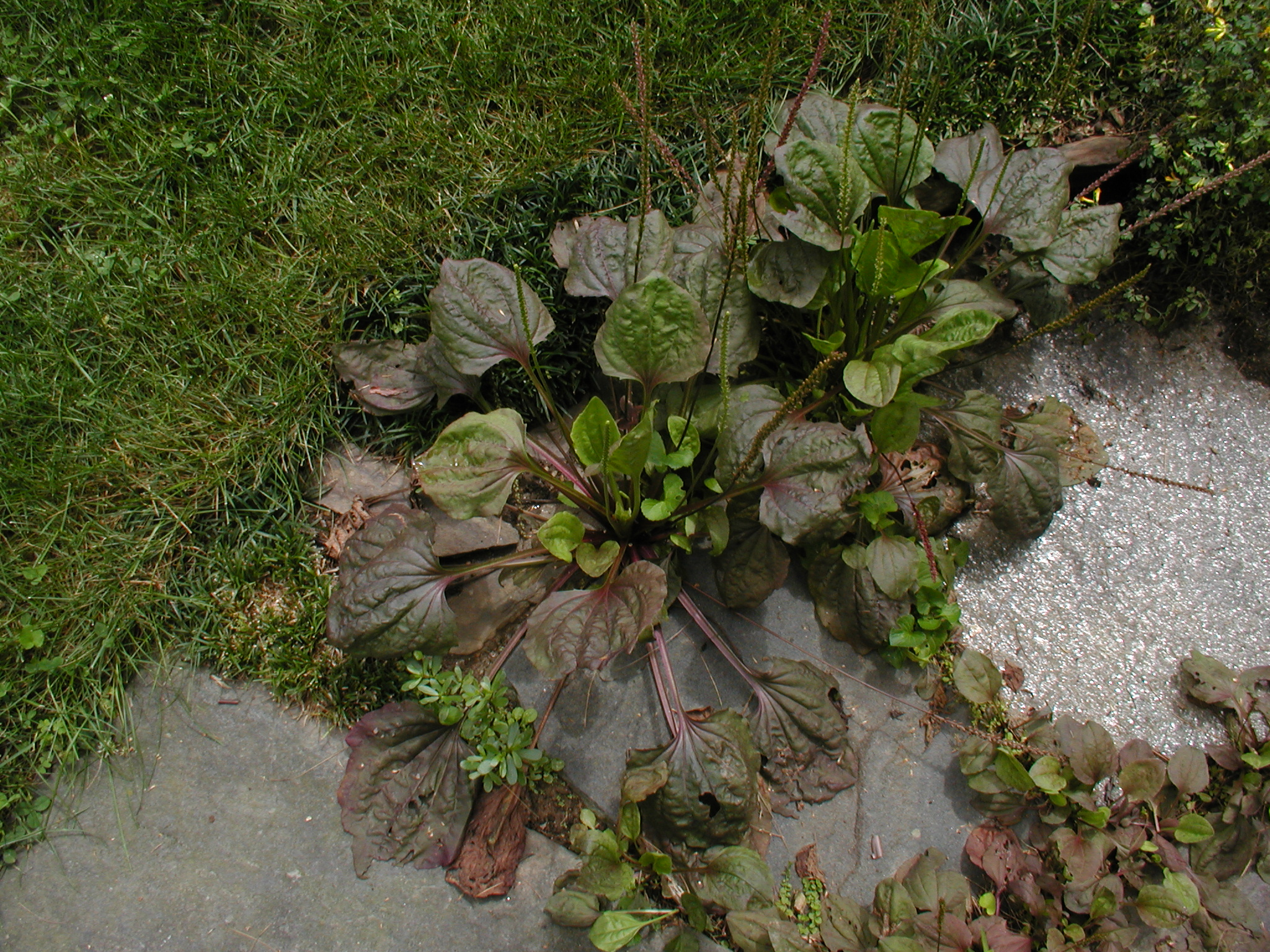
Mã đề Plantago major giống 'Rubrifolia'

## Hình ảnh

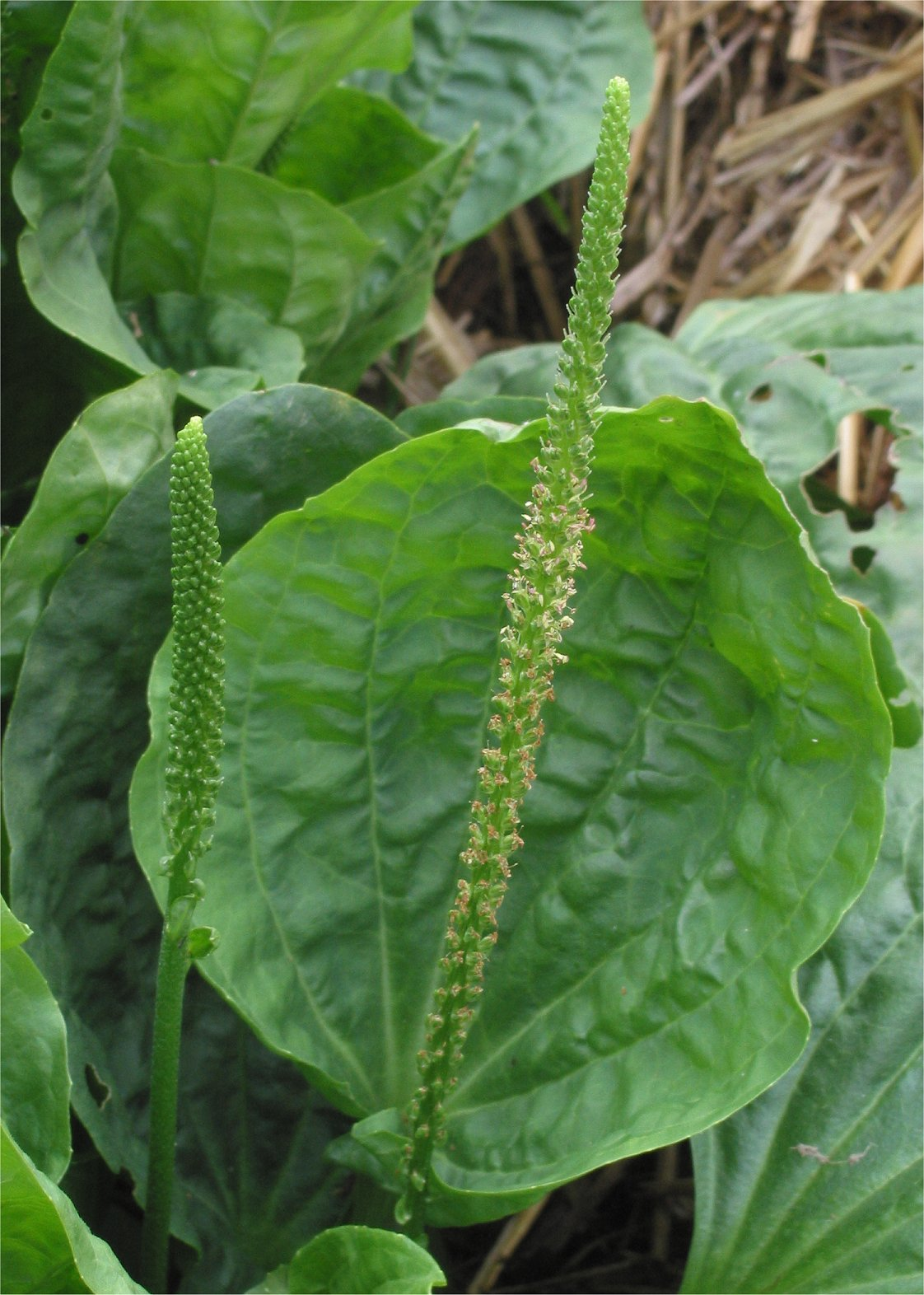
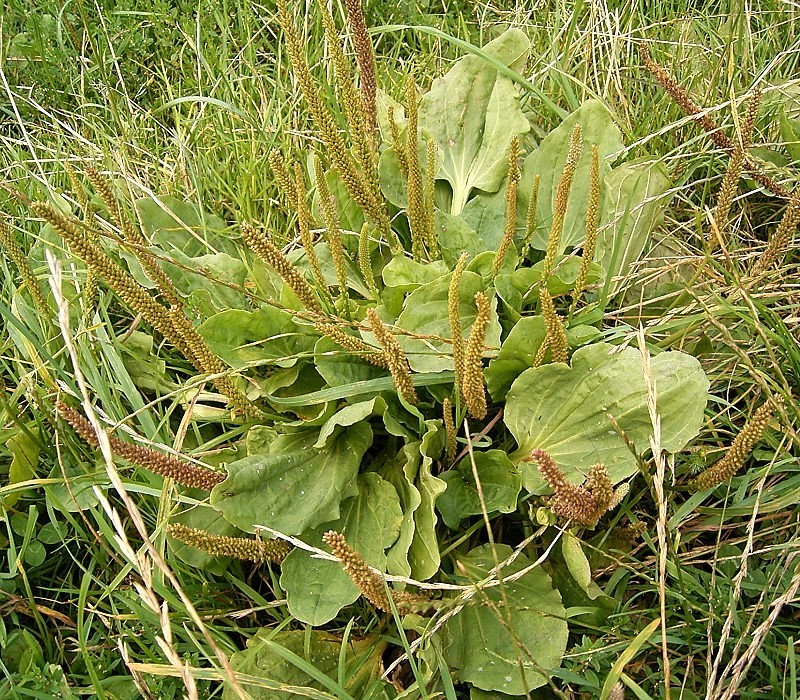
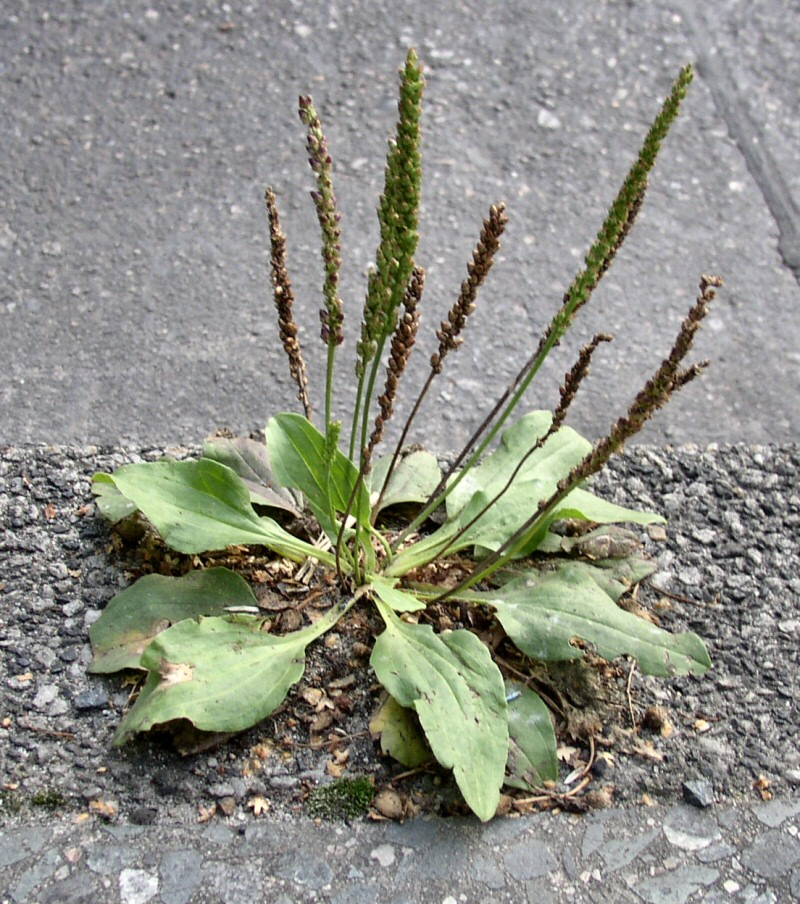
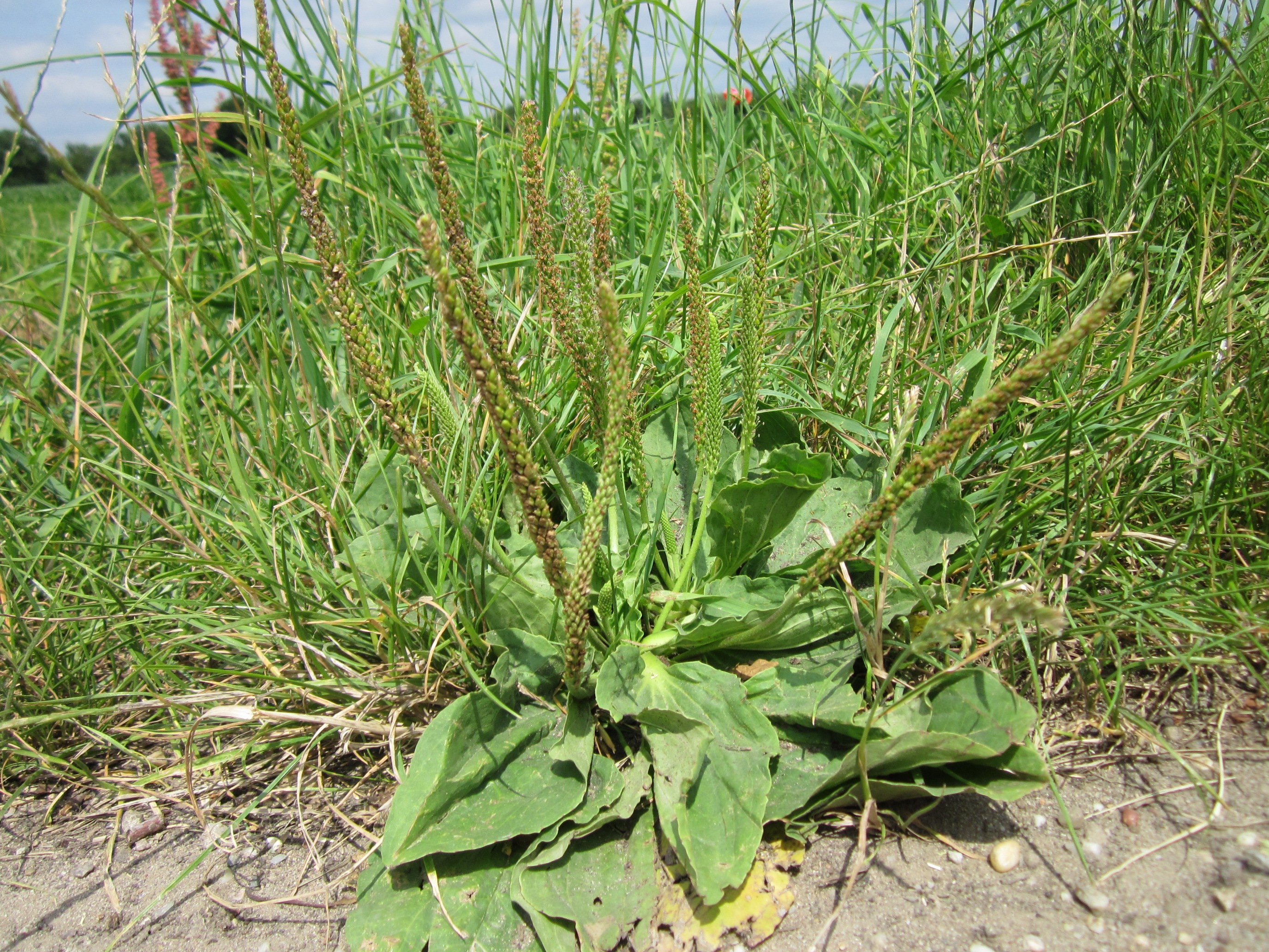